# 6400 Georgealexander
6400 Georgealexander este un asteroid din centura principală de asteroizi.

## Descriere
6400 Georgealexander este un asteroid din centura principală de asteroizi. A fost descoperit pe 10 aprilie 1991 la Observatorul Palomar de Eleanor Francis Helin. Asteroidul prezintă o orbită caracterizată de o semiaxă mare de 3,01 ua, o excentricitate de 0,16 și o înclinație de 12,7° în raport cu ecliptica.